# Landtags- und Gemeinderatswahl in Wien 1927
- SDAP: 78
- EL: 42

Die Landtags- und Gemeinderatswahl in Wien 1927 fand am 24. April 1927 statt, zugleich mit der Nationalratswahl. Es waren, wie 1923, 120 Gemeinderäte zu wählen (ab 1932 waren es nur mehr, wie heute, 100). Die Sozialdemokraten erhielten mit 65 % aller Mandate (78 von 120) neuerlich beinahe die Zweidrittelmehrheit. Im Vorfeld der Wahlen hatten die Christlichsoziale Partei und die Großdeutsche Volkspartei eine Einheitsliste gebildet, in der Hoffnung, gemeinsam die Sozialdemokraten schlagen zu können. Sie konnten allerdings nur ein Mandat zulegen, das 1923 noch von der Jüdischnationalen Partei gewonnen werden konnte.
Der neue Gemeinderat wählte neuerlich Karl Seitz zum Bürgermeister und den Stadtsenat Seitz II, in dem nur sozialdemokratische Stadträte Ämter zu führen hatten. Bürgermeister, Gemeinderat und Stadtsenat amtierten bis zur nächsten Wahl, die 1932 stattfand.

## Ergebnisse
|                                           | Ergebnisse 1927 | Ergebnisse 1927 | Ergebnisse 1927 |
| ----------------------------------------- | --------------- | --------------- | --------------- |
| Wahlberechtigte                           | 1.261.655       | 1.261.655       | 1.261.655       |
| Wahlbeteiligung                           | 92,2 %          | 92,2 %          | 92,2 %          |
|                                           | Stimmen         | %               | Mand.           |
| Sozialdemokratische Arbeiterpartei (SDAP) | 694.457         | 60,3 %          | 78              |
| Einheitsliste (EL)                        | 420.897         | 36,5 %          | 42              |
| Demokraten (DMK)                          | 14.504          | 1,3 %           | —               |
| Kommunistische Partei Österreichs (KPÖ)   | 7.609           | 0,6 %           | —               |
| Jüdischnationale Partei (JNP)             | 7.172           | 0,6 %           | —               |